# Брезє-при-Доброві
Брезє-при-Доброві (словен. Brezje pri Dobrovi) — поселення в общині Доброва-Полхов Градець, Осреднєсловенський регіон, Словенія. 
Висота над рівнем моря: 339 м.